# Phlyctochytrium hydrodictyi
Phlyctochytrium hydrodictyi är en svampart som först beskrevs av Alexander Karl Heinrich Braun, och fick sitt nu gällande namn av Joseph Schröter 1892. Phlyctochytrium hydrodictyi ingår i släktet Phlyctochytrium och familjen Chytridiaceae.   Inga underarter finns listade i Catalogue of Life.